# مدرسه مطالعات پیشرفته بین‌المللی پال ایچ. نیتس
مدرسه مطالعات پیشرفته بین‌المللی پال ایچ. نیتس (انگلیسی: Paul H. Nitze School of Advanced International Studies) (SAIS) شاخه‌ای از دانشگاه جانز هاپکینز مستقر در واشینگتن، دی.سی., ایالات متحده آمریکا است، که پردیس‌هایی نیز در بولونیا، ایتالیا; و نانجینگ، جمهوری خلق چین دارد. این مدرسه عموماً یکی از مدارس عالی برتر در زمینهٔ روابط بین‌الملل در جهان ارزیابی می‌شود. این نهاد مختص مطالعهٔ روابط بین‌الملل، علم اقتصاد، دیپلماسی، و خط مشی پژوهشی و آموزشی است.
از جمله دانشمندان سیاسی و اقتصاددانان مستقر در این مدرسه عبارتند از فرانسیس فوکویاما; مشاور سابق امنیت ملی آمریکا زیبیگنیو برژینسکی; رئیس سابق بانک جهانی اقتصاددان ان کروگر; الیت کوئن مشاور حقوقی سابق وزارت خارجه آمریکا.